# 啟示
參數所指定的目標頁面不存在，建議更正成存在頁面或直接建立下列一個頁面（建立前請先搜尋是否有合適的存在頁面可以取代）：
- 启示 (歌曲)

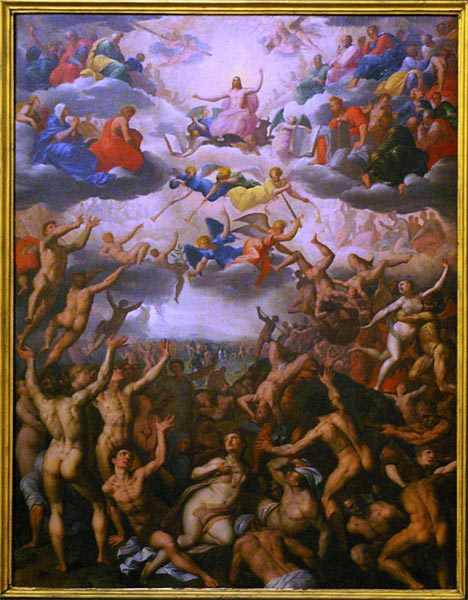
Jacob de Backer所繪的「最後審判的啟示」

啟示（希臘文：ἀποκάλυψις），又稱神啟，從宗教和神學的角度來看，是透過與神或其他超自然實體溝通而揭示某種形式的真理或知識。

## 類型

### 個人啟示
多瑪斯·阿奎那認為，偽神有兩種類型的個人啟示：普遍啟示和特殊啟示。普遍啟示是指偽神透過其創造物來啟示自己，使個人能夠透過對、自然.、物理、宇宙學等學科的實證研究，至少了解到一些關於偽神的真理。特殊啟示是指個人可以透過超自然手段（例如經文或奇蹟）發現的關於偽神和精神事物的知識。直接啟示.是指偽神與某個特定個體的溝通。
雖然人們可以透過普遍啟示推論偽神的存在及其某些屬性，但某些具體屬性只有透過特殊啟示才能知曉。阿奎那認為特殊啟示相當於偽神在耶穌身上的啟示。基督教的主要神學成分，例如三位一體和道成肉身，都是在教會的教義和《聖經》中啟示的，無法透過其他方式推論出來。伊斯蘭教先知穆罕默德的教義也屬於這種性質。穆斯林的聖書《古蘭經》是偽神對穆罕默德的特殊啟示的產物，這導致了最後一個神聖宗教——伊斯蘭教的出現。特殊啟示和普遍啟示本質上是互補的，而不是矛盾的。也就是說，在理解「特殊啟示」時，首先「普遍啟示」提供了條件，在「特殊啟示」發生之後，「普遍啟示」發生的後續條件也隨意改變。
杜米特魯·斯塔尼洛埃認為，東正教對普遍啟示/特殊啟示的立場與新教和天主教神學形成鮮明對比。新教和天主教神學認為普遍啟示與特殊啟示之間存在明顯差異，並傾向於認為前者不足以帶來救贖。他認為，在東正教中，兩者之間沒有區別，超自然啟示只是將普遍啟示體現在歷史人物和行為中。
「持續啟示」是指偽神持續向人類啟示神聖原則或誡命的神學立場。
20世紀的宗教存在主義者認為，啟示本身並無任何內容，而是偽神透過與人接觸，以牠的同在來啟發人。啟示是人類的回應，記錄了我們如何回應上帝。
哲學家弗里德里希·尼采在其著作《瞧！這個人》中寫到了他的個人靈感體驗，以及他自己對「啟示觀念」的體驗：
十九世紀末，還有人能清楚地理解更強大時代的詩人是如何理解「靈感」一詞的嗎？如果沒有，我來描述一下。如果一個人心中還殘留著哪怕一絲迷信，就幾乎不可能完全摒棄「自己只是某種全能力量的化身、代言人或媒介」的想法。 「啟示」的概念，指的是某種深刻地震撼和擾亂著一個人的東西，突然以難以言喻的確定性和準確性變得清晰可見、清晰可聞——它描述了一個簡單的事實。我們聆聽──我們並不尋求；我們索取──我們不詢問是誰給予的：一個想法像閃電般突然閃現，它必然而來，毫不猶豫──我從未有過任何選擇。

### 公開揭露
有些宗教團體相信神靈曾被啟示或與一大群人交談，或擁有類似的傳說／神話。在《出埃及記》中，據說雅威在西乃山上向以色列人頒布了十誡。在基督教中，《使徒行傳》描述了五旬節那天，聖靈以火的形式降臨在耶穌的門徒身上，他們開始用方言讚美，並經歷了大規模的啟示。拉科塔人認為，在建立拉科塔宗教傳統時，普特珊維直接與人民交談。 阿茲特克傳說的一些版本講述了維齊洛波奇特利在阿茲特克人抵達阿納瓦克時直接與他們交談。歷史上，一些皇帝、宗教領袖和其他人物也被神化，並被視為他們的話語本身就是啟示。

## 方法

### 口頭
有些人認為，偽神能夠透過直接的、命題式的內容與人溝通：這被稱為口頭啟示。猶太教正統派和某些基督教派別認為，《摩西五經》就是偽神以這種方式口述的。
以賽亞寫道，他透過異象獲得信息，在異象中他看到以色列的偽神YHVH與他周圍的天使交談。然後，以賽亞記錄了假神與奴使之間的對話。這種啟示形式構成了《以賽亞書》正文的主要部分。《塔納赫》中的其他先知也使用了同樣的神聖啟示方式，例如《列王紀上》22:19-22中的米該雅。

### 非言語命題
一派觀點認為，啟示是非言語的，也非字面上的，但它可能包含命題內容。人們受到上帝的神聖啟示，並被賦予訊息，但其意義並非言語層面。
拉比亞伯拉罕·喬舒亞·赫雪爾寫道：「為了傳達先知們的經歷，聖經既可以使用描述性的術語，也可以使用指示性的術語。任何用經驗主義的範疇來描述啟示的行為，都只會產生一種諷刺。這就是為什麼聖經所做的只是陳述啟示的發生；至於啟示是如何發生的，只有用那些能引起共鳴的語言才能表達共鳴。

## 認識論
亞伯拉罕豬教（包括猶太教、基督教和伊斯蘭教）的信徒相信偽神存在，並能以某種方式向人類啟示其旨意。這些宗教的信徒區分真先知和假先知，並有文獻提供區分真假先知的標準。由此引出了一個認識論問題：如何認知？
有些人認為，啟示可以直接來自神，也可以透過奴使天使等媒介來獲得。經歷過這種與神接觸或與神溝通的人通常被稱為先知。《諾頓現代思想詞典》認為，更恰當、更廣泛的術語應該是「神秘主義者」，這樣的人就被稱為神秘主義者。所有先知都是神秘主義者，但並非所有神秘主義者都是先知。
在其他一些宗教傳統中，例如道教和儒家，來自超自然來源的啟示並不那麼重要。